# Аркейд (селище, Нью-Йорк)
Аркейд (англ. Arcade) — селище (англ. village) в США, в окрузі Вайомінг штату Нью-Йорк. Населення — 1908 осіб (2020).

## Географія
Аркейд розташований за координатами 42°31′50″ пн. ш. 78°26′31″ зх. д. / 42.53056° пн. ш. 78.44194° зх. д. (42.530594, -78.441809).  За даними Бюро перепису населення США в 2010 році селище мало площу 6,87 км², з яких 6,86 км² — суходіл та 0,01 км² — водойми.

## Демографія
Згідно з переписом 2010 року, у селищі мешкала 2071 особа в 887 домогосподарствах у складі 536 родин. Густота населення становила 301 особа/км².  Було 935 помешкань (136/км²).
Расовий склад населення:
| - 97,4 % — білих - 0,3 % — корінних американців - 0,3 % — чорних або афроамериканців - 0,3 % — азіатів |

До двох чи більше рас належало 1,4 %. Частка іспаномовних становила 1,2 % від усіх жителів.
За віковим діапазоном населення розподілялося таким чином: 26,5 % — особи молодші 18 років, 61,9 % — особи у віці 18—64 років, 11,6 % — особи у віці 65 років та старші. Медіана віку мешканця становила 35,2 року. На 100 осіб жіночої статі у селищі припадало 90,5 чоловіків;  на 100 жінок у віці від 18 років та старших — 90,2 чоловіків також старших 18 років.
Середній дохід на одне домашнє господарство  становив 53 271 долар США (медіана — 39 205), а середній дохід на одну сім'ю — 61 627 доларів (медіана — 50 833). Медіана доходів становила 44 250 доларів для чоловіків та 31 944 долари для жінок. За межею бідності перебувало 21,0 % осіб, у тому числі 32,7 % дітей у віці до 18 років та 7,4 % осіб у віці 65 років та старших.
Цивільне працевлаштоване населення становило 1050 осіб. Основні галузі зайнятості: освіта, охорона здоров'я та соціальна допомога — 16,8 %, виробництво — 15,8 %, роздрібна торгівля — 15,0 %.